# Cinnamomum hartmannii
Cinnamomum hartmannii är en lagerväxtart som först beskrevs av Johnston, och fick sitt nu gällande namn av André Joseph Guillaume Henri Kostermans. Cinnamomum hartmannii ingår i släktet Cinnamomum och familjen lagerväxter. Inga underarter finns listade i Catalogue of Life.